# Domino (film)
Domino (Domino) egy 2005-ben bemutatott, valós történet ihlette akciófilm, mely Domino Harvey fejvadász életéről szól, akit a filmben Keira Knightley alakít. A filmet Tony Scott rendezte és Richard Kelly írta a forgatókönyvet.

## Cselekmény
|  | Alább a cselekmény részletei következnek! |

Lawrence Harvey, az elismert színész és Sophie Wynn (Jacqueline Bisset), az egykori modell leányaként, Domino Harvey (Keira Knightley) a felső tízezer világába született - egy olyan miliőbe, amely egyáltalán nem érdekelte őt. Már kora gyermekkorában fellázadt a konvenciók és a divatos nagyvilági élet kellékei ellen. Felnőttként a modellek világába tett röpke kiruccanása során előtte felvillanó végletek is eltörpültek saját fékezhetetlen, vad kalandjai mellett. Semmi nem tudta oltani izgalmak iránti szomját egészen addig, amíg bele nem botlott egy fejvadász-tanfolyamba. Sophie legnagyobb rémületére és megdöbbenésére, Domino nem csupán ebbe a munkába szeretett bele, hanem társaihoz is annyira kötődött, hogy lassan ez a közösség lett a családja. Ezen a ponton veszi kezdetét az izgalmakkal és feszültséggel vibráló akció-thriller története.
Domino megtalálja igazi hivatását, és csatlakozik ahhoz a kemény csapathoz, amelynek tagjai között van Domino főnöke, az egykori fegyenc, Ed Mosbey (Mickey Rourke), ez a vadállatian kegyetlen, ugyanakkor nagyszabású figura, Choco (Edgar Ramirez), a maga faragatlanságában vonzó latin férfi, Domino titkos imádója és Alf (Rizwan Abbasi), egy afgán menekült, aki a robbanóanyagok megszállott szakértője. Szokatlan egy négyes-fogat, annyi szent, de egymásra hangolt, összecsiszolt stílusukkal nagyon ütős egy csapat! Rövidesen ők lesznek Los Angeles legsikeresebb, hogy ne mondjuk hírhedt fejvadászai. És hol lehetne jobban fitogtatni valakinek a tehetségét, mint a televízióban? Amikor Mark Heiss (Christopher Walken) producer azzal az ajánlattal keresi meg a fejvadászokat, hogy legyenek egy új televíziós valóság-show szereplői, ők elvállalják. Onnantól a tv-stáb követi őket véres akcióik helyszíneire. Egy bizarr fordulatnak köszönhetően a fejvadászok hamarosan életük legveszélyesebb megbízatásukat végzik. Domino és a csapat váratlanul egy bonyolult FBI nyomozás részévé válik, ám a baljós előjeleket nem veszik komolyan.
|  | Itt a vége a cselekmény részletezésének! |

## Szereplők
| Szerep                   | Színész            | Szinkronhang   |
| ------------------------ | ------------------ | -------------- |
| Domino Harvey            | Keira Knightley    | Solecki Janka  |
| Ed Moseby                | Mickey Rourke      | Sörös Sándor   |
| Choco                    | Édgar Ramírez      | Dózsa Zoltán   |
| Claremont Williams       | Delroy Lindo       | Faragó András  |
| Lateesha Rodriguez       | Mo'Nique           | Kiss Eszter    |
| Kimmie                   | Mena Suvari        | Haffner Anikó  |
| Lashandra Davis          | Macy Gray          |                |
| Sophie Wynn              | Jacqueline Bisset  |                |
| Drake Bishop             | Dabney Coleman     | Sztarenki Pál  |
| Brian Austin Green       | Brian Austin Green | Bartucz Attila |
| Ian Ziering              | Ian Ziering        | Gáspár András  |
| Anthony Cigliutti        | Stanley Kamel      | Koroknay Géza  |
| Burke Beckett            | Peter Jacobson     | Balázsi Gyula  |
| Lester Kincaid           | T.K. Carter        |                |
| Frances                  | Kel O'Neill        | Czető Roland   |
| Lashindra Davis          | Shondrella Avery   |                |
| Locus Fender             | Lew Temple         | Varga Gábor    |
| Taryn Mills              | Lucy Liu           | Kökényessy Ági |
| Mark Heiss               | Christopher Walken | Kőszegi Ákos   |
| Alf                      | Riz Abbasi         |                |
| Raul Chavez              | Joe Nunez          | Kapácsy Miklós |
| Edna Fender              | Dale Dickey        | Molnár Zsuzsa  |
| Howie Stein              | Charles Paraventi  | Maday Gábor    |
| Jerry Springer           | Jerry Springer     | Áron László    |
| Chuckie                  | Frederick Koehler  |                |
| Az utazó                 | Tom Waits          | Bácskai János  |
| Domino 8 évesen          | Tabitha Brownstone |                |
| Önmaga (archív felvétel) | Gabrielle Carteris |                |
| Önmaga (archív felvétel) | Shannen Doherty    |                |
| Önmaga (archív felvétel) | Jennie Garth       |                |
| Önmaga (archív felvétel) | Jason Priestley    |                |